# Água pluvial

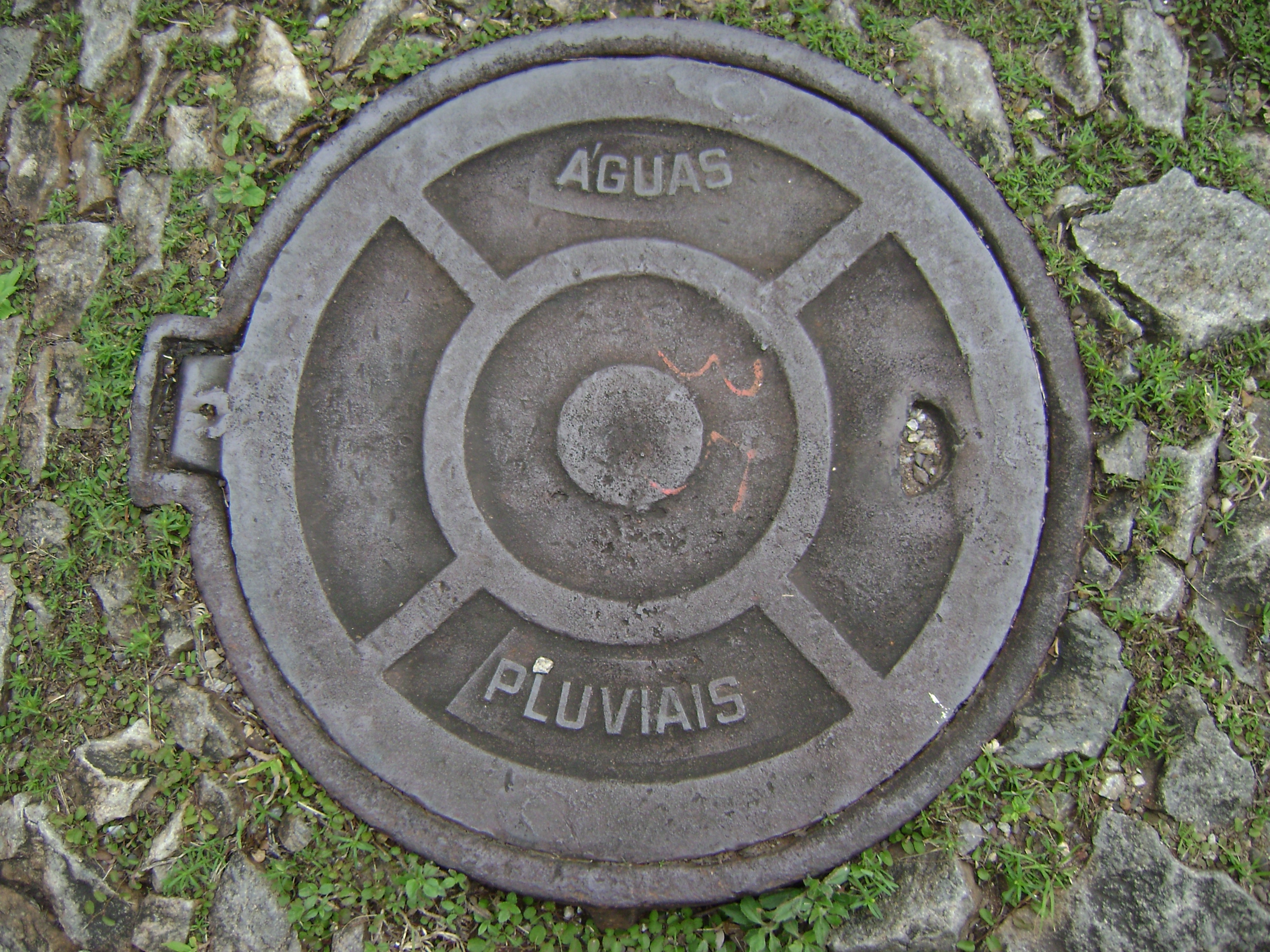
Poço de visita de galeria de águas pluviais no bairro Mangabeiras, em Belo Horizonte.

Água pluvial ou esgoto pluvial é a água provinda das chuvas, que é colectada pelos sistemas urbanos de saneamento básico nas chamadas galerias pluviais e que pode ter tubulações próprias (sendo chamado, neste caso, de sistema separador absoluto, sendo posteriormente lançada nos cursos d'água, lagos, lagoas, baías ou no mar).
As águas pluviais não devem se juntar ao esgoto doméstico na tubulação destinada a este, antes que o mesmo passe por um tratamento. 

## Galeria Pluvial
Galeria pluvial são todos os condutos fechados determinado ao transporte das águas de escoamento superficial, isto é, que se originam de precipitações pluviais recolhidas pelas bocas coletoras. É a parte subterrânea de um sistema de microdrenagem.

## Rede coletora de esgoto x rede coletora de águas pluviais
A rede coletora de esgoto e a de águas pluviais (águas de chuva) são bem diferentes, têm dimensões e caminhos diferentes. O material que é coletado na rede de esgoto é levado à Estação de Tratamento de Esgoto. Já a água que é coletada nas galerias de águas pluviais está destinada aos córregos da cidade. Por isso, a interligação entre as duas redes é proibida. 
Se a rede de águas pluviais for ligada à rede de esgoto, pode ocorrer uma sobrecarga no volume do material que foi coletado, o que pode levar à obstrução da tubulação e extravasamento de esgoto. Caso a rede de esgoto for ligada à rede de águas pluviais, será levado aos córregos da cidade sem ter sido feito o devido tratamento. 

## Reutilização de água pluvial
A cada dia mais, a água se torna mais ainda o centro de nossas atenções, pois, além de ela ser a maior constituinte do corpo humano, se ela acabar, acabará a vida não só humana, como a da maior parte dos seres. Nossos pensamentos em relação a todas as áreas devem estar focadas não só em um consumo de forma consciente, mas também em novas formas de aproveitamento.  
Uma prática que cada vez mais tem se tornado frequente nas construções é o aproveitamento de águas pluviais para usos não potáveis, como lavagem de jardins e calçadas e descarga de vasos sanitários. Apesar de ser uma boa ideia, aquele que fizer uso de desse sistema deve estar ciente de que a água não tratada, quando entra em contato com a pele humana, pode causar alergias e infecções, e por isso, recomenda-se que a água que for sendo armazenada seja tratada. 
Os componentes para o recolhimento e armazenamento da água vão depender das características das edificações, mas são compostos, basicamente, de uma bacia coletora, que irá recolher a água; de calhas e tubulações, que irão levar o material recolhido; peças, como peneiras, para preservar materiais sólidos; cisterna; filtros de areia, para preservar certas impurezas; bombas centrífugas para alimentar os filtros de areia; reservatório de retrolavagem; uma unidade de desinfecção; além de um sistema de pressurização, que irá encaminhar a água, já tratada, para os locais em que ela será utilizada. Recomenda-se o não aproveitamento da água logo das primeiras chuvas, tendo em vista a concentração maior de poluentes tóxicos na atmosfera dos grandes centros. O tamanho do reservatório deve ser escolhido de acordo com a disponibilidade hídrica e a demanda. Quando não for aproveitada, a água pode ser liberada no solo, pois, dessa forma, reabastecerá o lençol freático. 
O aproveitamento de águas pluviais é uma alternativa socioambientalmente responsável, e possível economicamente, mas, em Minas Gerais, a adoção deste sistema não é obrigatório. No entanto, em estados como São Paulo, Rio de Janeiro, Espírito Santo e Paraná, a retenção de águas da chuva já é obrigatória. Nesses lugares, leis foram criadas com o intuito de reduzir os impactos das constantes enchentes nesses estados. Um estudo realizado em Joinville/SC mostrou que o aproveitamento de água pluvial pode reduzir em até 40,8% o consumo de água potável em edificações residenciais (Custodio e Ghisi, 2019).
Em São Paulo, por exemplo, a regra é aplicada às áreas impermeabilizadas superiores a 500 metros quadrados. Para forçar a adoção desse mecanismo, as licenças e aprovações de projetos no terreno, obras ou quaisquer outros empreendimentos ficam sujeitos ao uso do sistema. A lei permite três destinos para a água coletadaː utilizá-la para fins não potáveis, liberá-la no lençol freático, ou despejá-la na rede pública uma hora após o término da chuva. Na China, país onde a falta de água já tem causado sérios problemas para boa parte da população, o método é usado de forma um pouco diferente. No país mais populoso do mundo, o aproveitamento de águas pluviais é feito através de grandes reservatórios, que já beneficiam mais de 15 milhões de pessoas. 

## Drenagem e Manejo de águas
O sistema de drenagem e manejo de águas pluviais urbanas é apresentado como o conjunto de obras, equipamentos e serviços projetados para receber o escoamento superficial das águas de chuva que caem nas áreas urbanas, fazendo seu recolhimento nas ruas, estacionamentos e áreas verdes, e encaminhando-os aos corpos receptores (córregos, lagos e rios). 
No entanto, essas mesmas águas de chuva (pluviais) podem causar transtornos e até desastres em áreas urbanas que possuem problemas de planejamento e falta de infraestrutura. 
Um sistema adequado de drenagem urbana proporciona uma série de benefícios à população e ao meio ambiente, prevenindo os danos causados por alagamentos, enchentes, enxurradas, deslizamentos e erosões, bem como a contaminação dos recursos hídricos através de lançamentos de esgotos sanitários, resíduos sólidos (lixo) e poluição difusa (lavagem superficial das áreas impermeabilizadas das cidades). 
É preciso haver reservatórios de qualidade e em quantidade, valas e trincheiras de infiltração e pavimentos permeáveis. 
Para manter o sistema em funcionamento, algumas ações simples são essenciais: evitar o descarte de lixo nas ruas; não fazer ligações de esgoto na rede pluvial e manter áreas permeáveis nos lotes. Com isso, a qualidade dos corpos hídricos melhora, consequentemente elevando a qualidade de vida da população. 

## Em Portugal
Na legislação portuguesa, o conceito de águas residuais pluviais, ou simplesmente águas pluviais, aparece no Decreto Regulamentar n.º 23/95 de 23 de Agosto como "as águas resultantes da precipitação atmosférica caída diretamente no local ou bacias limítrofes contribuintes". 